# Remo nos Jogos Olímpicos de Verão de 2008 - Oito com feminino
As competições da classe oito com feminino (barcos com oito tripulantes e uma timoneira) do remo nos Jogos Olímpicos de Verão de 2008 foram realizadas entre os dias 9 e 16 de agosto. Os eventos foram disputados no Parque Olímpico Shunyi.

## Medalhistas
|  | USA Estados Unidos                                                                                                   |  | NED Países Baixos |  | ROU Romênia |
|  | Erin Cafaro Lindsay Shoop Anna Goodale Elle Logan Anna Cummins Susan Francia Caroline Lind Caryn Davies Mary Whipple |  | Femke Dekker Marlies Smulders Nienke Kingma Roline Repelaer van Driel Annemarieke van Rumpt Helen Tanger Sarah Siegelaar Annemiek de Haan Ester Workel |  | Constanţa Burcică Viorica Susanu Rodica Şerban Beniko Barabas Simona Musat Ioana Papuc Georgeta Andrunache Doina Ignat Elena Georgescu |

## Resultados

### Eliminatórias
Regras de classificação: 1→FA, 2..→R

#### Eliminatória 1
| Pos. | Atletas                                                                                          | País               | Tempo   |    |
| ---- | ------------------------------------------------------------------------------------------------ | ------------------ | ------- | -- |
| 1    | Cafaro, Shoop, Goodale, Logan, Cummins, Francia, Lind, Davies, Whipple                           | USA Estados Unidos | 6:06.53 | FA |
| 2    | Ashford, Rodford, Page, Howard, Eddie, Winckless, Knowles, Greves, O'Connor                      | GBR Grã-Bretanha   | 6:08.68 | R  |
| 3    | Mandoli, Morin, Bonikowsky, Brzozowicz, Stefancic, Williams, Marquardt, Rumball, Thompson-Willie | CAN Canadá         | 6:12.68 | R  |
| 4    | Hennings, Reinert, Wengert, Schmutzler, Wech, Derlien, Zimmermann, Elke Hippler, Ruppel          | GER Alemanha       | 6:14.42 | R  |

#### Eliminatória 2
| Pos. | Atletas                                                                                     | País              | Tempo   |    |
| ---- | ------------------------------------------------------------------------------------------- | ----------------- | ------- | -- |
| 1    | Burcică, Susanu, Şerban, Barabas, Musat, Papuc, Andrunache, Ignat, Georgescu                | ROU Romênia       | 6:05.77 | FA |
| 2    | Dekker, Smulders, Kingma, Repelaer van Driel, van Rumpt, Tanger, Siegelaar, de Haan, Workel | NED Países Baixos | 6:07.41 | R  |
| 3    | Frasca, Pratley, Kehoe, Bale, Kell, Hornsey, Tait, Heard, Patrick                           | AUS Austrália     | 6:07.93 | R  |

### Repescagem
Regras de classificação: 1-4 →FA
| Pos. | Atletas                                                                                          | País              | Tempo   |    |
| ---- | ------------------------------------------------------------------------------------------------ | ----------------- | ------- | -- |
| 1    | Mandoli, Morin, Bonikowsky, Brzozowicz, Stefancic, Williams, Marquardt, Rumball, Thompson-Willie | CAN Canadá        | 6:10.50 | FA |
| 2    | Dekker, Smulders, Kingma, Repelaer van Driel, van Rumpt, Tanger, Siegelaar, de Haan, Workel      | NED Países Baixos | 6:11.58 | FA |
| 3    | Ashford, Rodford, Page, Howard, Eddie, Winckless, Knowles, Greves, O'Connor                      | GBR Grã-Bretanha  | 6:12.10 | FA |
| 4    | Frasca, Pratley, Kehoe, Bale, Kell, Hornsey, Tait, Heard, Patrick                                | AUS Austrália     | 6:12.52 | FA |
| 5    | Hennings, Reinert, Wengert, Schmutzler, Wech, Derlien, Zimmermann, Elke Hippler, Ruppel          | GER Alemanha      | 6:14.45 |    |

### Final A
| Pos. | Atletas                                                                                          | País               | Tempo   |
| ---- | ------------------------------------------------------------------------------------------------ | ------------------ | ------- |
|      | Cafaro, Shoop, Goodale, Logan, Cummins, Francia, Lind, Davies, Whipple                           | USA Estados Unidos | 6:05.34 |
|      | Dekker, Smulders, Kingma, Repelaer van Driel, van Rumpt, Tanger, Siegelaar, de Haan, Workel      | NED Países Baixos  | 6:07.22 |
|      | Burcică, Susanu, Şerban, Barabás, Muşat, Papuc, Andrunache, Ignat, Georgescu                     | ROU Romênia        | 6:07.25 |
| 4    | Mandoli, Morin, Bonikowsky, Brzozowicz, Stefancic, Williams, Marquardt, Rumball, Thompson-Willie | CAN Canadá         | 6:08.04 |
| 5    | Ashford, Rodford, Page, Howard, Eddie, Winckless, Knowles, Greves, O'Connor                      | GBR Grã-Bretanha   | 6:13.74 |
| 6    | Frasca, Pratley, Kehoe, Bale, Kell, Hornsey, Tait, Heard, Patrick                                | AUS Austrália      | 6:14:22 |

Legenda
| Recorde mundial      | Recorde mundial (World record)               |                       | Recorde africano                      | Recorde africano (African) |                                           | Q | Classificado por posição (Qualified) |
| Recorde olímpico     | Recorde olímpico (Olympic record)            | Recorde da América    | Recorde da América (Americas)         | q                          | Classificado por melhor tempo (Qualified) |   |                                      |
| Melhor marca do ano  | Melhor marca do ano (World leading)          | Recorde asiático      | Recorde asiático (Asian)              | DNS                        | Não largou (Did not start)                |   |                                      |
| Recorde nacional     | Recorde nacional (National record)           | Recorde europeu       | Recorde europeu (European)            | DNF                        | Não terminou (Did not finish)             |   |                                      |
| Recorde pessoal      | Recorde pessoal do atleta (Personal best)    | Recorde da Oceania    | Recorde da Oceania (Oceania)          | DSQ / DQ                   | Desclassificado (Disqualified)            |   |                                      |
| Recorde da temporada | Recorde da temporada do atleta (Season best) | Recorde sul-americano | Recorde sul-americano (South America) | NM                         | Sem marca (No mark)                       |   |                                      |

### Remo
| S | Classificado(a) para as semifinais |    |                        | FA | Final A (disputa de medalhas) |  |  | FD | Final D (sem medalhas) |
| Q | Classificado(a) para as quartas    | FB | Final B (sem medalhas) | FE | Final E (sem medalhas)        |  |  |    |                        |
| R | Classificado(a) para a repescagem  | FC | Final C (sem medalhas) | FF | Final F (sem medalhas)        |  |  |    |                        |